# Roscoe, Pennsylvania
Roscoe är en ort i Washington County i delstaten Pennsylvania. Vid 2010 års folkräkning hade Roscoe 812 invånare.